# Теренецкий, Юрий Всеволодович
Юрий Всеволодович Теренецкий (род. 22 ноября 1941, Москва) — советский автогонщик. Чемпион СССР по спидвею (1969), четырехкратный чемпион СССР по кольцевым автомобильным гонкам. Мастер спорта СССР по автомобильному и мотоциклетному спорту.

## Биография
Окончил Московский авиационный институт, факультет двигателей летательных аппаратов (1959—1962, 1967—1969). Работал в лаборатории обеспечения безопасности испытаний космических кораблей.
С 1962 года начал участвовать в мотоциклетных соревнованиях по кроссу и спидвею в классе 125 см³ за команду мотоциклетной секции МАИ. В 1963—1964 годах выступал в мотокроссе за команду МАДИ (классы 175 и 350 см³). В 1967—1970 годах — участник соревнованияй по спидвею и мотогонкам на льду (команда «Центр-Москва»), чемпион СССР по спидвею (1969).
В 1971 году — начал участвовать в кольцевых автомобильных гонках «формулы-4» («Эстония-15М», спортивный клуб МАИ). Стал работать в конструкторское бюро скоростных автомобилей АЗЛК и выступать за заводскую команду на «Москвиче-Г5». Занял 7 место в чемпионате СССР «формулы-1», победив на первом этапе чемпионата Прибалтики. Получил первый разряд по автоспорту.
В 1972 году выиграл чемпионат СССР «формулы-1», выиграв на этапах в Минске и Риге. Стал мастером спорта.
В 1973 году — третье место в чемпионате СССР «формулы-1» (победа на этапе в Риге). В конструкторское бюро скоростных автомобилей подготовил облегчённый автомобиль «Москвич-412» для группы 4. Победив на обоих этапах в Риге и Ленинграде, стал чемпионом СССР. Занял 5 место на этапе Кубка Дружбы социалистических стран в Минске.
В 1974 году занял вторые места в чемпионатах СССР «формулы-1», победив на первом рижском этапе, и группы 2. Участвует в минском этапе Кубка Дружбы социалистических стран.
В 1975 году стал чемпионом СССР в группе 2, занял 7 место на минском этапе Кубка Дружбы социалистических стран.
В 1976 году — третье место в чемпионате СССР «формулы-1» и первое — в чемпионате классов 8 и 10 группы 2. Выиграл Кубок СССР в классе 8 группы 2. После окончания сезона прекращает соревновательную деятельность, начал тренировать заводского гонщика Л. Каверина. Позже, став начальником ОТК сборочного производства, прекратил и тренерскую деятельность.
Всего за шесть лет гоночной карьеры Теренецкий выиграл четыре «золота», два «серебра» и две «бронзы» чемпионатов СССР. Из-за особенностей работы не мог выступать в зарубежных соревнованиях.